# Mario Corti
Mario Corti (ur. w XIX wieku, zm. w XX wieku) – włoski skoczek narciarski, biegacz narciarski i kombinator norweski.
W 1909 został mistrzem Włoch w kombinacji norweskiej i biegu na 18 km oraz wicemistrzem kraju w skokach narciarskich. W 1910 ponownie zwyciężył w kombinacji norweskiej. Wygrał także w skokach narciarskich. Były to pierwsze mistrzostwa Włoch w obu dyscyplinach.
Był czwartym prezesem klubu SC Torino urzędującym w latach 1920-1936 i pomysłodawcą Trofeo Mezzalama. W latach 1923–1924 był prezydentem FISI (Włoskiego Związku Sportów Zimowych).